# Marek Kubiczek
Marek Kubiczek (ur. 16 listopada 1971 w Bielsku-Białej) – polski przedsiębiorca, motywator, trener sprzedaży i kierowca rajdowy w Rajdowych Mistrzostwach Polski Samochodów Terenowych, Wicemistrz Europy Centralnej FIA CEZ i Mistrz Polski 2023.

## Życiorys
Urodził się i dzieciństwo spędził w domu rodzinnym w Bielsku-Białej w rodzinie Andrzeja i Wiesławy. W Bielsku-Białej ukończył też Szkołę Podstawową nr 27. Absolwent Zespołu Szkół Energetycznych w Bielsku-Białej (1989). Od 1995 roku prowadzi działalność gospodarczą. Oprócz zarządzania własną firmą prowadzi szkolenia w sprzedaży i motywacji. Przez wiele lat aktywnie wspiera Wielką Orkiestrę Świątecznej Pomocy, angażując się w licytacje Złotych Kart Telefonicznych. Dodatkowo udziela wsparcia lokalnym domom dziecka oraz osobom indywidualnym. Od wielu lat mieszka razem z rodziną w Jasienicy.

### Kariera sportowa
Od dziecka zainteresowany motoryzacją i sportami samochodowymi. W 2005 roku, podczas treningu na quadzie, doznał złamania kręgosłupa w odcinku lędźwiowym. Pomimo tego rdzeń kręgowy nie został przerwany i udało mu się odzyskać pełne władanie w nogach. Po rehabilitacji przesiadł się na lekki pojazd terenowy z grupy UTV. Po tym wydarzeniu wziął udział w rajdach SuperRally, gdzie w 2017 roku zdobył tytuł II wicemistrza, a w 2018 roku został wicemistrzem. W 2019 roku rozpoczął karierę w Rajdowych Mistrzostwach Polski Samochodów Terenowych w grupie T4 National, zdobywając tytuł II wicemistrza Polski. W 2021 roku osiągnął tytuł II wicemistrza Europy Centralnej FIA CEZ, a w 2022 roku powtórzył ten sukces. W 2023 roku triumfował jako wicemistrz Europy Centralnej FIA CEZ, Mistrz Węgier i Mistrz Polski.

### Osiągnięcia sportowe
- 2017 Super Rally – III miejsce w sezonie
- 2018 Super Rally – II miejsce w sezonie
- 2019 Rajdowe Mistrzostwa Polski Samochodów Terenowych – II Wicemistrz Polski[1]
- 2021 Mistrzostwa Europy Centralnej FIA – II Wicemistrz Europy[2]
- 2022 Mistrzostwa Europy Centralnej FIA – II Wicemistrz Europy[3]
- 2023 Mistrzostwa Węgier – Mistrz Węgier
- 2023 Mistrzostwa Europy Centralnej FIA – wicemistrz Europy[4]
- 2023 Rajdowe Mistrzostwa Polski Samochodów Terenowych – Mistrz Polski[5][6]
- 2024 Rajdowe Mistrzostwa Polski Samochodów Terenowych – II Wicemistrz Polski[7]

| Rajd                                                                     | Pojazd             | Pozycja                         | Uwagi       |
| ------------------------------------------------------------------------ | ------------------ | ------------------------------- | ----------- |
| Sezon 2017                                                               |                    |                                 |             |
| SupeRally                                                                | Can-Am Maverick X3 | 3                               |             |
| Sezon 2018                                                               |                    |                                 |             |
| SupeRally                                                                | Can-Am Maverick X3 | 2                               |             |
| Sezon 2019                                                               |                    |                                 |             |
| Baja Drawsko Pomorskie                                                   | Can-Am Maverick X3 | –                               | NK/awaria   |
| Geotermia Lądek-Zdrój                                                    | Can-Am Maverick X3 | 2                               |             |
| Rajd Polskie Safari                                                      | Can-Am Maverick X3 | 3                               |             |
| Orlen Baja Poland                                                        | Can-Am Maverick X3 | 2                               |             |
| Baja Szczecinek                                                          | Can-Am Maverick X3 | 1                               |             |
| Baja Europe Żagań                                                        | Can-Am Maverick X3 | –                               | NK/awaria   |
| Podsumowanie sezonu Rajdowych Mistrzostw Polski Samochodów Osobowych     | Can-Am Maverick X3 | II wicemistrz Polski            |             |
| Sezon 2021                                                               |                    |                                 |             |
| Baja Drawsko Pomorskie – Mistrzostwa Polski                              | Can-Am Maverick X3 | 4                               |             |
| Baja Wysoka Grzęda – Mistrzostwa Polski                                  | Can-Am Maverick X3 | 7                               |             |
| Rajd Polskie Safari – Mistrzostwa Polski                                 | Can-Am Maverick X3 | 4                               |             |
| Baja Poland – Mistrzostwa Polski                                         | Can-Am Maverick X3 | 5                               |             |
| Raid Of The Champions Mistrzostwa Polski / Mistrzostwa Europy Centralnej | Can-Am Maverick X3 | 4                               |             |
| Rajd Drawsko Pomorskie – Mistrzostwa Polski                              | Can-Am Maverick X3 | 5                               |             |
| Mistrzostwa Europy Centralnej FIA – sezon 2021                           | Can-Am Maverick X3 | II Wicemistrz Europy Centralnej |             |
| Sezon 2022                                                               |                    |                                 |             |
| Baja Drawsko Pomorskie – Mistrzostwa Polski                              | Can-Am Maverick X3 | –                               | NK / awaria |
| Baja Borne Sulinowo – Mistrzostwa Polski                                 | Can-Am Maverick X3 | 7                               |             |
| Baja Czarne – Mistrzostwa Polski                                         | Can-Am Maverick X3 | 6                               |             |
| Rajd Polskie Safari – Mistrzostwa Polski                                 | Can-Am Maverick X3 | 1                               |             |
| Baja Poland – Mistrzostwa Polski                                         | Can-Am Maverick X3 | 3                               |             |
| Baja Drawsko Pomorskie – Mistrzostwa Polski                              | Can-Am Maverick X3 | 6                               |             |
| Sezon 2023                                                               |                    |                                 |             |
| Baja Drawsko Pomorskie                                                   | Can-Am Maverick X3 | 4                               |             |
| Baja Borne Sulinowo                                                      | Can-Am Maverick X3 | 2                               |             |
| Rajd Polskie Safari                                                      | Can-Am Maverick X3 | 4                               |             |
| Baja Poland                                                              | Can-Am Maverick X3 | 4                               |             |
| Rajd Niepodległości                                                      | Can-Am Maverick X3 | 1                               |             |
| Rajdowe Mistrzostwa Polski Samochodów Terenowych Sezon 2023              | Can-Am Maverick X3 | Mistrz Polski                   |             |
| Mistrzostwa Europy Centralnej FIA – sezon 2023                           | Can-Am Maverick X3 | Wicemistrz Europy Centralnej    |             |
| Mistrzostwa Węgier – sezon 2023                                          | Can-Am Maverick X3 | Mistrz Węgier                   |             |